# ウォーレン・ウィービー
ウォーレン・ウィービー（Warren Wiebe、1953年7月18日 - 1998年10月25日）は、アメリカ合衆国カリフォルニア州サンディエゴ生まれのボーカリスト、セッションアーティストである。ウォーレン・ウィビー、ウォーレン・ウィーブともいわれる。

## 人物
いくつかのバンドでベースを担当したのち、1987年のロサンゼルスでデイヴィッド・フォスターとバート・バカラックに見出され、アメリカのドラマ『青春!ケンモント大学』（原題: "Listen to Me"）の主題歌 "Listen to Me" をセリーヌ・ディオンとデュエット。これは公式にはリリースされていない。1991年のチャリティーレコード "ヴォイセス・ザット・ケア" では、リードボーカリストの一人として参加した。熱心なアイスホッケーファンでもあり、ロサンゼルス・キングスの試合の前に演奏した国歌は感動的なものであったと言われる。
日本では、アニメ『機動新世紀ガンダムX』のエンディングテーマ "Human Touch" （ヒューマンタッチ）を歌ったことで有名である。日本のアニメソングにおいて外国人作詞家による英語の歌詞というものは数少なく、エンディングアニメーションが次回予告を兼ねるという形式が採られたことも特徴的だった。同アニメは1996年に全39話が放送されたが、うち13話までをウォーレンが歌い、その後26話までは日本語の歌詞を新たに制作し、女性アーティストのre-kissが歌った。そして最終回はウォーレンが歌う "Human Touch" フルバージョンで物語を締めくくった。
ウォーレンは精神疾患との闘いの末、1998年10月25日に死去。享年45。クインシー・ジョーンズは、彼を "Soulful Rain Man" と称した。彼の死後も生前の何曲かはリリースされている。